# Tuchołka (herb szlachecki)
Tuchołka (Tucholka, Korzbok odmienny) – herb szlachecki, używany przez rodzinę osiadłą na Kaszubach. Herb własny rodziny Tuchołków, odmiana herbu Korzbok.

## Opis herbu
Herb znany był w przynajmniej trzech wariantach. Opisy z wykorzystaniem klasycznych zasad blazonowania:
Tuchołka I: W polu srebrnym trzy karpie złote w słup (także w lewo). Klejnot: nad hełmem w koronie ramię zbrojne z mieczem wzniesionym do cięcia. Labry srebrne, podbite złotem.
Tuchołka II: W polu srebrnym trzy karpie złote w słup, środkowy w lewo. Klejnot: nad hełmem w koronie trzy pióra strusie, na których karp złoty w dół. Labry srebrne, podbite złotem.
Tuchołka III: W polu srebrnym trzy karpie czerwone w słup. Klejnot: nad hełmem w koronie pięć piór strusich. Labry czerwone, podbite złotem.

## Najwcześniejsze wzmianki
Warianty I i II znane są z XVII-wiecznego herbarza szlachty Prus Królewskich Dachnowskiego. Wariant I następnie przytoczony został przez Niesieckiego (Korona polska, 1728-40), Chrząńskiego (Tablice odmian herbowych, 1909) oraz Żernickiego (Der polnische Adel, 1900).
Wariant III odnotował tzw. "nowy" herbarz Siebmachera (Der Adel des Königreichs Preußen, 1906).

## Herbowni
Tuchołka (Tuchola, Tucholka, Tucholski, Tuchółka).

### Rodzina Tuchołka
Rodzina biorąca nazwisko od wsi Tuchółka, mająca być gałęzią wielkopolskiego rodu Korzboków. Pierwszym pewnym członkiem rodu był wymieniony w 1526 roku Wawrzyniec Tuchołka. Związek wcześniejszych właścicieli wsi, piszących się z Tuchółki, z omawianym tu rodem, jest nieznany. Największe znaczenie rodzina osiągnęła w XVII wieku, kiedy jej przedstawiciele piastowali stanowiska senatorskie. Założycielem głównej senatorskiej linii miał być Jan Tuchołka, zapisany w 1567 roku, albo wymieniany wcześniej Wawrzyniec. Wnukiem Jana był Jakub Korzbok Tuchołka, ławnik ziemski tucholski, poseł na sejm i komisarz na trybunał skarbowy radomski. Jego syn Jan Piotr, niekiedy pisany tylko jako Piotr, był pisarzem ziemskim pomorskim, podkomorzym malborskim, kasztelanem gdańskim, posłem na sejm i starostą tucholskim. Również jego potomkowie i krewni pełnili w XVII-XVIII wieku różne funkcje publiczne. W roku 1772 przedstawiciele rodu składali hołd królowi pruskiemu. W 1837 członek rodu wylegitymował się z herbem Korzbok.